# Kadogou
Kadogou est une petite ville du Togo située dans la préfecture de Bassar, dans la région de la Kara

## Géographie
Kadogou est situé à environ 56 km de Kara.

## Vie économique
- Atelier poterie

## Lieux publics
- École primaire